# Źródło Kopce
Źródło Kopce – źródło w północnej części Frywałdu w przysiółku Kopce (ok. 300 m na zachód od leśniczówki) w powiecie krakowskim.
Znajduje się w Lesie Zwierzynieckim, ok. 200 m na północ od A4 (E40). Wypływający ze źródła potok południkowo, po ok. 500 m wpływa lewobrzeżnie do rzeki Sanka. Koło źródła prowadzi Transjurajski Szlak Konny, a ok. 100 m na północ od niego krzyżują się szlaki rowerowe i znajduje się tam parking leśny.